# Antoine Puyuelo

a Compétitions nationales et continentales officielles uniquement.

Antoine Puyuelo, né le 27 décembre 1908 à Bordeaux et mort le 9 janvier 1976 à Cullera en Espagne, est un lutteur, joueur de rugby à XV et de rugby à XIII évoluant au poste de deuxième ligne dans les années 1920 et 1930.
Son sport de prédilection est la lutte. il devient champion de France au début des années 1930 dans la catégorie mi-lours. Parallèlement, il pratique le rugby à XV au Stade bordelais puis rejoint le club de Villeneuve-sur-Lot, toujours en XV, pour des raisons professionnelles. Lorsque le club change de code de rugby en 1934, Puyuelo y reste et prend part à de nombreuses finales. Il y remporte le Championnat de France en 1935 et la Coupe de France en 1937. Il y côtoie Jean Galia, Marius Guiral, Marcel Daffis et Max Rousié.

## Biographie
Antoine Puyuelo est né le 27 décembre 1908 à Bordeaux. Sa mère se nomme Augustina Maria Puyuelo et est chiffonnière, son père est non nommé. Il se marie le 28 juin 1927 à Anna Miranda à Bordeaux.

## Palmarès

### Rugby à XIII
- Collectif :
  - Vainqueur du Championnat de France : 1935 (Villeneuve-sur-Lot).
  - Vainqueur de la Coupe de France : 1937 (Villeneuve-sur-Lot).
  - Finaliste du Championnat de France : 1938 et 1939 (Villeneuve-sur-Lot).
  - Finaliste de la Coupe de France : 1936 et 1939 (Villeneuve-sur-Lot).

#### Statistiques
| Saison    | Saison        | Championnat           | Championnat | Coupe           | Coupe      |
| Saison    | Saison        | Comp.                 | Class.      | Comp.           | Class.     |
| --------- | ------------- | --------------------- | ----------- | --------------- | ---------- |
| 1934-1935 | SA Villeneuve | Championnat de France | Champion    | Coupe de France | 1/2 finale |
| 1935-1936 | SA Villeneuve | Championnat de France | 1/4 finale  | Coupe de France | Finaliste  |
| 1936-1937 | SA Villeneuve | Championnat de France | 7e          | Coupe de France | Vainqueur  |
| 1937-1938 | SA Villeneuve | Championnat de France | Finaliste   | Coupe de France | Finaliste  |
| 1938-1939 | SA Villeneuve | Championnat de France | Finaliste   | Coupe de France | 1/4 finale |